# Otto Eduard Hasse
Otto Eduard Hasse, spesso accreditato come O. E. Hasse (Obrzycko, 11 luglio 1903 – Berlino, 12 settembre 1978), è stato un attore e doppiatore tedesco.

## Biografia
Figlio di Wilhelm Gustav Eduard Hasse, di professione fabbro, e Valeria Hasse, nacque nel villaggio di Obrzycko, nella Posnania dell'Impero tedesco. Mosse le sue prime esperienze teatrali al liceo di Kolmar insieme alla sua compagna di classe Berta Drews. Iniziò a studiare legge all'Università di Berlino, ma abbandonò gli studi dopo tre semestri e si iscrisse nella scuole di recitazione di Max Reinhardt al Deutsches Theater di Berlino.
Dapprima apparve nei teatri di Thale, di Breslavia e dal 1930 fino al 1939 presso il Münchner Kammerspiele di Monaco di Baviera, dove per la prima volta lavorò anche come regista teatrale. Nel 1939 si trasferisce all'Opera di Stato di Praga e accorciò il suo nome in O. E. in luogo di Otto Eduard. Essendo omosessuale, nel 1939 venne arrestato e condannato a due mesi di prigione, in base al Paragrafo 175.
Nel 1944 venne arruolato per la Luftwaffe e rimase leggermente ferito. Dopo la seconda guerra mondiale Hasse divenne un celebre attore del cinema tedesco, divenendo noto anche a livello internazionale grazie al film di Alfred Hitchcock Io confesso (1953), accanto a Montgomery Clift. Fu al fianco di Clark Gable e Lana Turner in Controspionaggio (1954). Nel 1959 fu membro della giuria al 9ª edizione del Festival di Berlino.
Svolse anche l'attività di doppiatore, prestando la voce a noti attori come Spencer Tracy, Vincent Price, Humphrey Bogart, Charles Laughton, George Sanders, James Stewart e Clark Gable. Morì a Berlino il 12 settembre 1978 all'età di 75 anni, venendo sepolto nel cimitero Cimitero forestale di Dahlem.
Dal 1981 l'accademia delle arti di Berlino ha istituito un Premio O. E. Hasse a favore dei giovani attori.

## Filmografia

### Cinema
- L'ultima risata (Der letzte Mann), regia di Friedrich Wilhelm Murnau (1924)
- Kreuzer Emden, regia di Louis Ralph (1927)
- Peter Voss, der Millionendieb, regia di Ewald André Dupont (1932)
- La bella addormentata (Fräulein Hoffmans Erzählungen), regia di Carl Lamac (1933)
- Muß man sich gleich scheiden lassen, regia di Hans Behrendt (1933)
- Amore in gabbia (Die vertauschte Braut), regia di Carl Lamac (1934)
- Klein Dorrit, regia di Carl Lamac (1934)
- Peer Gynt, regia di Fritz Wendhausen (1934)
- Der verhexte Scheinwerfer, regia di Carl Lamac (1934)
- Knock out - Come divenni campione (Knock-out), regia di Carl Lamac e Hans H. Zerlett (1935)
- Ein ganzer Kerl, regia di Carl Boese (1935)
- Il prigioniero del re (Der Gefangene des Königs), regia di Carl Boese (1935)
- Der ahnungslose Engel, regia di Franz Seitz (1936)
- Der schüchterne Casanova, regia di Carl Lamac (1936)
- Grande e piccolo mondo (Die große und die kleine Welt), regia di Johannes Riemann (1936)
- Primo incontro (Diener lassen bitten), regia di Hans H. Zerlett (1936)
- So weit geht die Liebe nicht, regia di Franz Seitz (1937)
- Drei wunderschöne Tage, regia di Fritz Kirchhoff (1939)
- Aquile d'acciaio (Stukas), regia di Karl Ritter (1941)
- Musica per Gloria (Alles für Gloria), regia di Carl Boese (1941)
- Illusion, regia di Viktor Tourjansky (1941)
- Crepuscolo di gloria (Rembrandt), regia di Hans Steinhoff (1942)
- Die Entlassung, regia di Wolfgang Liebeneiner (1942)
- Il delitto del dottor Crippen (Dr. Crippen an Bord), regia di Erich Engels (1942)
- Gefährtin meines Sommers, regia di Fritz Peter Buch (1943)
- Der ewige Klang, regia di Günther Rittau (1943)
- Geliebter Schatz, regia di Paul Martin (1943)
- Il bolide d'argento (Der große Preis), regia di Karl Anton (1944)
- Der Täter ist unter uns, regia di Herbert B. Fredersdorf (1944)
- Komm zu mir zurück, regia di Heinz Paul (1944)
- Aufruhr der Herzen, regia di Hans Müller (1944)
- Philharmoniker, regia di Paul Verhoeven (1944)
- Ballata berlinese (Berliner Ballade), regia di Robert A. Stemmle (1948)
- Anonyme Briefe, regia di Arthur Maria Rabenalt (1949)
- La città assediata (The Big Lift), regia di George Seaton (1950)
- La traversata del terrore (Epilog: Das Geheimnis der Orplid), regia di Helmut Käutner (1950)
- I dannati (Decision Before Dawn), regia di Anatole Litvak (1951)
- Der große Zapfenstreich, regia di George Hurdalek (1952)
- Io confesso (I Confess), regia di Alfred Hitchcock (1953)
- Il tenente dello zar (Der letzte Walzer), regia di Arthur Maria Rabenalt (1953)
- Wenn am Sonntagabend die Dorfmusik spielt, regia di Rudolf Schündler (1953)
- Lachkabinett, regia di Wolfgang Becker, Erich Engels, Willem Holsboer, Carl Lamac e Rolf Raffé (1953)
- Controspionaggio (Betrayed), regia di Gottfried Reinhardt (1954)
- Canaris, regia di Alfred Weidenmann (1954)
- Sopra di noi il mare  (Above Us the Waves), regia di Ralph Thomas (1955)
- La strana guerra del sottufficiale Asch (08/15 - Zweiter Teil), regia di Paul May (1955)
- 08/15 Kaputt (08/15 - In der Heimat), regia di Paul May (1955)
- Alibi, regia di Alfred Weidenmann (1955)
- Kitty (Kitty und die große Welt), regia di Alfred Weidenmann (1956)
- Le avventure di Arsenio Lupin (Les Aventures d'Arsene Lupin), regia di Jacques Becker (1957)
- Un colpo da due miliardi (Sait-on jamais), regia di Roger Vadim (1957)
- Gli ultimi saranno i primi (Die Letzten werden die Ersten sein), regia di Rolf Hansen (1957)
- Le spie (Les Espions), regia di Henri-Georges Clouzot (1957)
- Il grattacielo del delitto (Der gläserne Turm), regia di Harald Braun (1957)
- Il prigioniero di Stalingrado (The Doctor of Stalingrad), regia di Géza von Radványi (1958)
- Der Maulkorb, regia di Wolfgang Staudte (1958)
- Solange das Herz schlägt, regia di Alfred Weidenmann (1958)
- La professione della signora Warren (Frau Warrens Gewerbe), regia di Ákos Ráthonyi (1960)
- Au voleur!, regia di Ralph Habib (1960)
- Lo strano mondo del signor Mississippi (Die Ehe des Herrn Mississippi), regia di Kurt Hoffmann (1961)
- Das Leben beginnt um acht, regia di Michael Kehlmann (1962)
- Le strane licenze del caporale Dupont (Le Caporal épinglé), regia di Jean Renoir (1962)
- Lulù l'amore primitivo (Lulu), regia di Rolf Thiele (1962)
- Il vizio e la virtù (Le Vice et la vertu), regia di Roger Vadim (1963)
- I raggi mortali del dottor Mabuse (Die Todesstrahlen des Dr. Mabuse), regia di Hugo Fregonese e Victor De Santis (1964)
- Tre camere a Manhattan (Trois chambres à Manhattan), regia di Marcel Carné (1965)
- Cäsar und Cleopatra, regia di Ulrich Erfurth (1969) - serie TV
- L'Amerikano (État de siège), regia di Costa-Gavras (1972)
- Eiszeit, regia di Peter Zadek (1975)
- L'età della pace, regia di Fabio Carpi (1976)

### Televisione
- Die Geisel, regia di Peter Zadek - serie TV (1977)
- Il commissario Köster (Der Alte) - serie TV, episodio 1x07 (1977)
- Sanfter Schrecken, regia di Alfred Weidenmann - serie TV (1977)

## Riconoscimenti
- 1956 – Festival internazionale del cinema di San Sebastián
  - Premio al miglior attore per l'interpretazione in Canaris

## Doppiatori italiani
- Emilio Cigoli in Le avventure di Arsenio Lupin
- Augusto Marcacci in Controspionaggio
- Bruno Persa in La città assediata
- Mario Pisu in Io confesso
- Gaetano Verna in I dannati